# 阿什頓-桑迪斯普林 (馬里蘭州)
阿什頓-桑迪斯普林（英語：Ashton-Sandy Spring）是位於美國馬里蘭州蒙哥馬利縣的一個普查規定居民點。

## 人口
根據2020年美國人口普查的數據，阿什頓-桑迪斯普林的面積為26.83平方千米，當中陸地面積為26.57平方千米，而水域面積為0.26平方千米。當地共有人口5746人，而人口密度為每平方千米214.16人。